# Petra Scharbach
Petra Scharbach, nota anche con lo pseudonimo di Petra (Francoforte sul Meno, 21 ottobre 1962), è un'attrice, modella, artista e showgirl tedesca naturalizzata italiana.

## Biografia
Petra Scharbach, dopo un'infanzia trascorsa a Francoforte e dopo essersi trasferita a Parma all'età di sei anni, seguì la madre indossatrice e si avvicinò al mondo dello spettacolo dove lavorò come modella per i servizi sulle collezioni di moda per bambini della rivista dell'edizione tedesca di Vogue. Dopo aver vinto alcuni concorsi di bellezza ed aver lavorato ancora come modella in sfilate locali, debuttò a metà degli anni ottanta come cantante ed attrice softcore utilizzando il nome d'arte di Petra Rockstar. Nello stesso periodo lavorò come fotomodella ed interprete di fotoromanzi per la rivista Grand Hotel e come showgirl per l'omonimo programma televisivo trasmesso nella prima serata del sabato su Canale 5 e durante la stagione televisiva del 1986. Successivamente fu ospite fissa del programma di Paolo Mosca Lady Notte a Telelombardia ed a Parigi lavorò come cantante e spogliarellista ottenendo che un suo servizio fotografico finisse sulla copertina di Penthouse. 
Quindi fu scelta per la campagna pubblicitaria della versione italiana di Playmen ed in seguito collaborò con l'agenzia romana Diva Futura (senza mai però interpretare film a luci rosse o posare per servizi fotografici pornografici). Partecipò ad alcune trasmissioni televisive, a volte nuda, su reti a diffusione nazionale nonché recitando in varie pellicole softcore. Dopo qualche anno lasciò Roma (città dove si era trasferita) per tornare a Parma e condurre una trasmissione televisiva sportiva sull'emittente locale TV Parma. Successivamente fu ospite occasionale o fissa nelle trasmissioni sportive come Quelli che il calcio su Rai 2 e Casa Mosca condotta da Maurizio Mosca su Telenova ed anche nel programma Il Tribunale delle Romane  trasmesso su Rete Oro di Roma condotto da Giovanni Lacagnina. Nel 2000 ha iniziato una carriera di pittrice nell'ambito della body art, dipingendo quadri con il proprio corpo.

## Vita privata
Non si è mai sposata né è diventata madre. Per un periodo è stata protagonista sulle riviste di gossip a causa della sua relazione con Tony Curtis. Fece scalpore la sua relazione col calciatore del Parma Faustino Asprilla, a metà anni 90. 

## Filmografia
- Il nipote del vescovo, episodio di Rimini Rimini - Un anno dopo, regia di Bruno Corbucci (1988)
- Provocazione, regia di Piero Vivarelli (1988)
- Diva Futura - L'avventura dell'amore, regia di Ilona Staller e Arduino Sacco (1989)
- Obsession - Una storia di straordinaria follia, regia di Pasquale Fanetti (1989)
- Top model 2, regia di Pasquale Fanetti (1990)
- Lolita 2000, regia di Clyde Rocca (1990)
- Metti un diavolo a cena, regia di Pasquale Fanetti (1990)
- La mia preda, regia di Riccardo Schicchi (1990)
- Tre giorni d'amore, regia di Pasquale Fanetti (1991)
- Paprika, regia di Tinto Brass (1991, non accreditata)
- Lolita per sempre, regia di Pasquale Fanetti (1991)
- C'è Kim Novak al telefono, regia di Enrico Roseo (1993)